# Kim (moško ime)
Kim je moško osebno ime.

## Izvor imena
Po eni razlagi ime Kim izhaja iz irsko - angleškega moškega imena Kim, ki je lahko skrajšana oblika iz keltskega imena Kimball oziroma Kimberly. Ime Kim se sedaj v angleščini pojmuje kot samostojno ime, ki ga dajejo pretežno otrokom ženskega spola. Druga možnost razlage porekla imena Kim je njegova izpeljava iz imena Joakim, ki je različica svetopisemskega imena Joahim.

## Pogostost imena
Po podatkih Statističnega urada Republike Slovenije je bilo na dan 31. decembra 2007 v Sloveniji število moških oseb z imenom Kim: 9.

## Osebni praznik
Glede na možno razlago, da ime Kim izhaja iz imena Joakim (Joahim) lahko osebe z imenom Kim godujejo 26. julija, ko sta v koledarju Joahim in Ana.